# Casinaria magdalia
Casinaria magdalia är en stekelart som beskrevs av Maheshwary och Gupta 1977. Casinaria magdalia ingår i släktet Casinaria och familjen brokparasitsteklar. Inga underarter finns listade.